# Tinissa parallela
Tinissa parallela is een vlinder uit de familie van de echte motten (Tineidae). De wetenschappelijke naam van de soort is voor het eerst geldig gepubliceerd in 1976 door G.S. Robinson. De soort werd ontdekt in de Padangse Bovenlanden op Sumatra en is ook bekend van Singapore.